# 십대제자
십대제자(十大第子)는 석가모니의 제자 중 수행과 지혜가 뛰어난 10명을 가리킨다.
지혜가 제일인 사리불(舍利佛), 신통력이 제일인 목건련(目健連), 두타(頭陀) 제일인 마하가섭(摩訶迦葉), 천안(天眼) 제일로 칭송되는 아나율(阿那律), 다문(多聞) 제일의 아난다(阿難陀), 지계(持戒) 제일의 우바리(優婆離), 설법(說法) 제일의 부루나(富樓那), 해공(解空) 제일의 수보리(須菩提), 논의(論議) 제일의 가전연(迦旃延), 밀행(密行) 제일의 라훌라(羅喉羅) 등 10인이다.
경전에 따라 누가 10명에 들어가느냐는 달라지나, 유마경에 따르면 아래와 같다. 순서 또한 경전에 따라 차이가 있기에 가나다 순으로 정리한다.
- 가전연 (迦旃延): 논의제일 (論議第一).
- 나후라 (羅睺羅): 석가모니의 아들로, 사미승의 시초가 되었다. 밀행제일 (密行第一).
- 대가섭 (大迦葉): 석가모니 사후 교단을 통솔하여, 오백 아라한과 석가모니의 법률을 편집(제1결집)하여 부법장(付法藏)의 1조(祖)가 되었다. 두타제일 (頭陀第一).
- 목건련 (目犍連): 사리불과 함께 회의론자 산자야의 제자였으나, 불도에 귀의하게 되었다. 신통제일 (神通第一).
- 부루나 (富樓那): 설법제일 (說法第一).
- 사리불 (舍利弗): 수제자라 일컫는다. 지혜제일 (智慧第一).
- 수보리 (須菩提): 공(空)에 대한 설법을 잘 하여 해공제일 (解空第一) 이라 불렸다. 서유기에서 손오공의 스승으로 등장한다.
- 아나률 (阿那律): 아난과 함께 출가했다. 석가모니의 앞에서 졸다가 꾸지람을 듣고 잠들지 않을 것을 맹세한 뒤 눈을 잃게 되었으나, 대신 진리의 눈을 얻었다. 천안제일 (天眼第一).
- 아난타 (阿難陀): 석가모니가 열반할 때까지 25년간 시중을 들었다. 제1결집 때 그의 기억에 기초하여 경이 편찬되었다. 다문제일 (多聞第一).
- 우바리 (優婆離): 지계제일 (持戒第一).

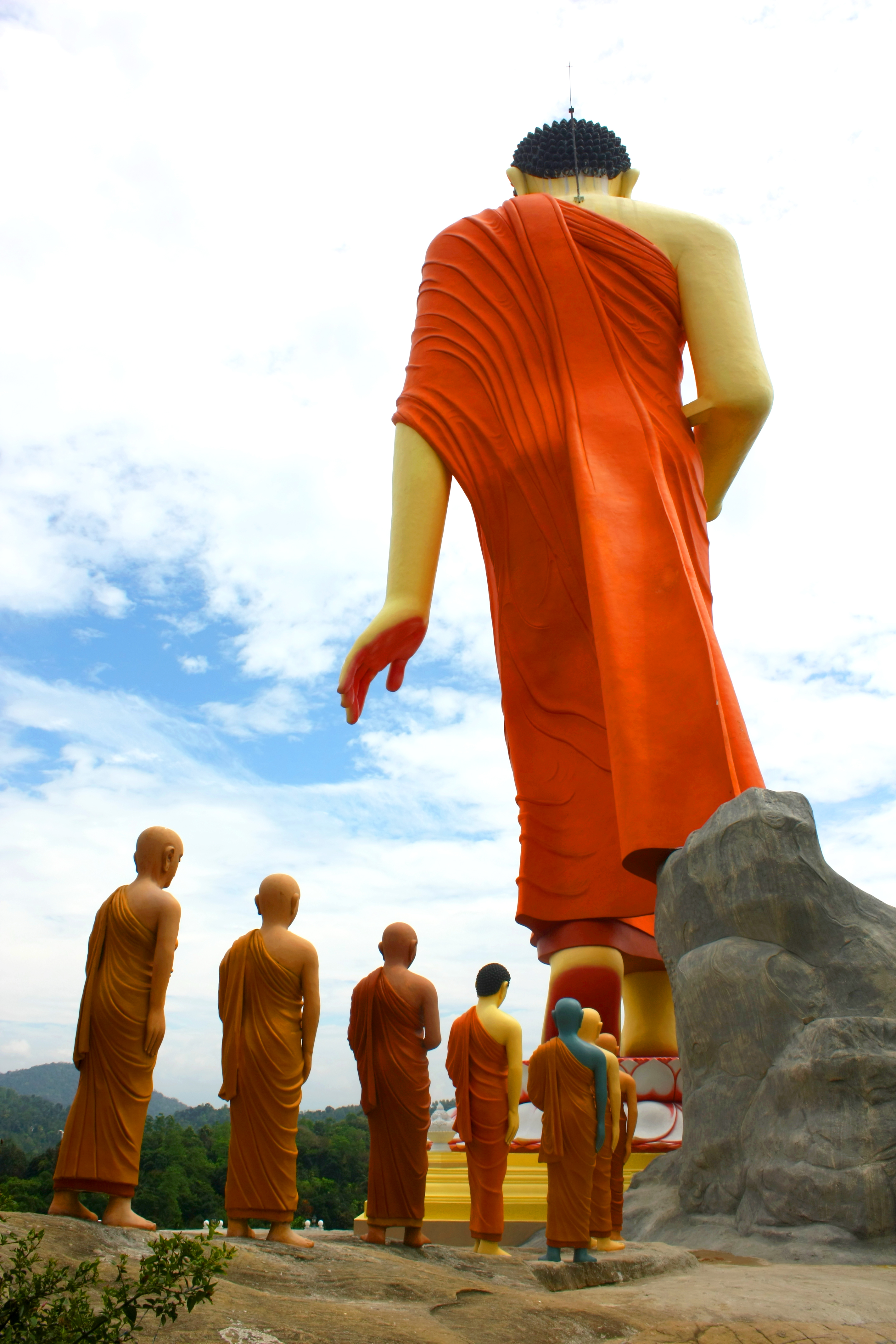
석가모니와 그의 제자. 세계에서 가장 큰 불상이 스리랑카에 위치해 있다.